# Липшиц, Даниэль
Даниэль Липшиц (словац. Daniel Lipšic; род. 8 июля 1973, Братислава) — словацкий юрист, политик и член парламента, заместитель председателя Христианско-демократического движения, вице-премьер-министр и министр юстиции (2002—2006), министр внутренних дел в правительстве Иветы Радичовой в 2010—2012 годах.

## Биография
В 1991—1996 годах изучал право в Университет имени Коменского в Братиславе. После окончания университета работал в областной военной прокуратуре в Прешове и в юридической фирме «Валько и партнеры». В 1997 году он окончил аспирантуру на юридическом факультете Великобритании в Братиславе, позже учился в Гарвардской школе права в Кембридже, США (1998—2000).
Политической деятельностью начал заниматься в возрасте 18 лет, присоединившись к молодёжной организации «Občiansko-demokratická mládež». Был главой организации в 1991—1995 годах. После победы на выборах демократической оппозиции в 1998 году работал в Министерстве юстиции в должности начальника управления (1998—2002). В 2000 году он был избран вице-президентом Христианско-демократического движения (ХДД) по внутренней политике (до 2006 года). В 2009 году стал вице-президентом KDH по внутренним делам и юстиции.
В 2002 году он был избран членом Словацкого национального совета из списка ХДД, а затем был назначен вице-премьер-министром и министром юстиции во втором правительстве Микулаша Дзуринды. В 2006 году был переизбран в парламент. Стал одним из ведущих экспертов оппозиции в области права и от имени ХДД протестовал против акта об экспроприации, принятого в декабре 2007 года. Выступал против прерывания беременности и выступал за государственную политику по отношению к семье.
В 2010 и 2012 годах был избран в национальный парламент в третий и четвёртый раз. 9 июля 2010 стал министром внутренних дел в правительстве Иветы Радичовой. 4 апреля 2012 года сложил свои полномочия. В том же году он покинул ХДД, создав собственную партию под названием NOVA. В 2016 году он снова был избран депутатом Национального совета.
В сентябре 2016 года, управляя автомобилем, он наехал на пожилого мужчину, который погиб. В том же месяце политик подал в отставку. Позже также уволился из руководства партии NOVA.

## Личная жизнь
Женат на Бэте Оравцовой и живет в Братиславе. Вместе у них есть сыновья Александр и Петр. У него есть брат-близнец по имени Эрик, который является специалистом по внутренним болезням и в настоящее время работает кардиологом в Гронингене, Нидерланды.